# Lonzo Ball
Lonzo Anderson Ball (Anaheim, Kalifornia, 1997. október 27. –) amerikai kosárlabdázó, a National Basketball Associationben (NBA) szereplő Chicago Bulls csapatában játszik. Egy szezont egyetemen a UCLA Bruinsnál töltött, ahol beválasztották az All-American első csapatába, mielőtt a Los Angeles Lakers a 2017-es NBA-draft második helyen kiválasztotta. 2018-ban beválasztották az NBA második újonc csapatába.
2016-ban, a Chino Hills Középiskola végzős diákjaként Ball több év országos középiskolai kosárlabdázója díjat is nyert, és testvéreivel, LiAngelóvalés LaMelóval együtt veretlen, 35-0-s mérleghez vezette csapatát. 2016–2017-es szezonban elsőévesként vezette az NCAA-t a gólpasszok számában, és megdöntötte az UCLA rekordját az egy szezonban adott legtöbb gólpassz tekintetében. Ball emellett elnyerte a Wayman Tisdale-díjat, amelyet az ország legjobb elsőévesének adnak.
Az NBA-ben újoncként a Lakersnél váll-, és térdsérülések korlátozták a játékidejét, és bokasérülése miatt második szezonjának nagy részét ki kellett hagynia. A szezon végén a New Orleans Pelicansbe küldték az Anthony Davis-csere keretein belül. Két szezont játszott a Pelicans csapatában, mielőtt 2021 nyarán csatlakozott a Bullshoz, de egy tartós térdsérülés miatt kihagyta a csapatnál töltött idejének jelentős részét, a 2022–2023-as és a 2023–24-es szezonok teljes egészében a padra kényszerült.

## Statisztika

### NBA

#### Alapszakasz
| Év        | Csapat               | JM  | KM  | JP/M | MG%  | 3P%  | BD%  | LP/M | GP/M | L/M | B/M | P/M  |
| --------- | -------------------- | --- | --- | ---- | ---- | ---- | ---- | ---- | ---- | --- | --- | ---- |
| 2017–2018 | Los Angeles Lakers   | 52  | 50  | 34,2 | .360 | .305 | .451 | 6,9  | 7,2  | 1,7 | 0,8 | 10,2 |
| 2018–2019 | Los Angeles Lakers   | 47  | 45  | 30,3 | .406 | .329 | .417 | 5,3  | 5,4  | 1,5 | 0,4 | 9,9  |
| 2019–2020 | New Orleans Pelicans | 63  | 54  | 32,1 | .403 | .375 | .566 | 6,1  | 7,0  | 1,4 | 0,6 | 11,8 |
| 2020–2021 | New Orleans Pelicans | 55  | 55  | 31,8 | .414 | .378 | .781 | 4,8  | 5,7  | 1,5 | 0,6 | 14,6 |
| 2021–2022 | Chicago Bulls        | 35  | 35  | 34,6 | .423 | .423 | .750 | 5,4  | 5,1  | 1,8 | 0,9 | 13,0 |
| 2024–2025 | Chicago Bulls        | 35  | 14  | 22,2 | .366 | .344 | .815 | 3,4  | 3,3  | 1,3 | 0,5 | 7,6  |
| Karrier   | Karrier              | 287 | 253 | 31,2 | .398 | .362 | .599 | 5,5  | 5,8  | 1,5 | 0,6 | 11,4 |

### Egyetem
| Év        | Csapat      | JM | KM | JP/M | MG%  | 3P%  | BD%  | LP/M | GP/M | L/M | B/M | P/M  |
| --------- | ----------- | -- | -- | ---- | ---- | ---- | ---- | ---- | ---- | --- | --- | ---- |
| 2016–2017 | UCLA Bruins | 36 | 36 | 35,1 | .551 | .412 | .673 | 6,0  | 7,6  | 1,8 | 0,8 | 14,6 |

## Zenei karrier
Ball a rapzene rajongója; szabadidejében dalszövegeket ír a telefonján. Gyakran járt stúdióba zenét felvenni. Azt mondta, hogy rapper lenne, ha nem játszana az NBA-ben.
2017 szeptemberében Ball kiadta első kislemezét, a Melo Ball 1-t, amely egy óda legfiatalabb testvérének, LaMelónak. Ugyanebben a hónapban kiadta a ZO2 című dalt, amelyet a saját cipőmárkájáról írt. A következő hónapban Ball kiadott egy újabb rap kislemezt Super Saiyan címmel, amely utalás a Dragon Ball Z című anime és manga sorozatra. A dalban Gokuhoz, a DBZ főszereplőjéhez hasonlítja magát. 2018. február 15-én Ball és édesapja versenyzőként vettek részt a Lip Sync Battle-ben.  Ugyanezen a napon Ball kiadta debütáló albumát, a Born 2 Ball-t Zo néven. Az albumot a Big Baller Music Group adta ki, amely a Big Baller Brand leányvállalata, és amelyet apja egy közeli barátja vezetett. Márciusban a Born 2 Ball a 42. helyet érte el a Billboard független albumainak listáján, és a 13. helyet a Heatseekers albumlistán. 

### Diszkográfia

#### Albumok
- 2018: Born 2 Ball
- 2020: BBA (Bounce Back Album)

#### Kislemezek
- 2017: Melo Ball 1
- 2017: ZO2
- 2017: Super-Saiyan

## Televíziós szereplések
2020-ban Ball az Álarcos Énekes negyedik évadában versenyzett „Whatchamacallit” néven. A 8. héten Dr. Elvis Francois mellett esett ki.

## Fordítás
Ez a szócikk részben vagy egészben  a   Lonzo Ball című angol Wikipédia-szócikk ezen változatának fordításán alapul.  Az eredeti cikk szerkesztőit annak laptörténete sorolja fel. Ez a jelzés csupán a megfogalmazás eredetét és a szerzői jogokat jelzi, nem szolgál a cikkben szereplő információk forrásmegjelöléseként.